# ブルサン
ブルサン、ブールサン（フランス語: boursin）は、フランスのノルマンディーを原産地とするフレッシュチーズの商標。発祥は同地域のウール県ボヌヴィル＝シュル＝イトン 。
ブルサンの商標を保持しているフロマジェリー・ベルの子会社ベル ジャポンの公式サイトには次のようなストーリーが述べられている。1957年にフランソワ・ブルサンという人物が、チーズ会社のブルサン社を創業したが、1963年に某新聞社が他社新製品の発売情報を「ブルサンガーリック」と誤報したせいで、ブルサン社にラインナップに存在しない商品に対する注文が殺到した。これに対応するため、加熱せずに冷却した状態のままアルミ包装する製法を編み出して「ブルサンガーリック＆ハーブ」を発売し、この製法とパッケージが好評を博したという。
ブルサンはこのチーズの商標として登録されているが、これは1990年にユニリーバが取得したものを、2007年にフロマジェリー・ベルが4億ユーロで買い取っている。
パンに塗って食べるだけでもよいし、ステーキもしくは魚のソテーにソース代わりにのせたり、冷製パスタやサラダの具にしたり、カレーに入れたりするという使い方もある。またカプレーゼを作る際にモッツァレッラの代わりに使うと、食感が変わってよい。
日本では1996年より正式販売が開始されたが、フランスから輸送する間に風味や食感が損なわれること、欧米での販売量が日本の顧客に適さないことなどから、ベル ジャポンは2014年によつ葉乳業と委託生産を契約し、物流と商品サイズおよび価格を見直した形で、同年9月以降は日本国内での製造販売に転換している。

## バリエーション
プレーンなナチュラルタイプをはじめ、以下のようなバリエーションがある。
- ナチュラルタイプ - boursin au naturel
- ニンニクとフィーヌゼルブ（ハーブ）入り - boursin à l'ail et aux fines herbes
- コショウ入り - boursin au poivre

など。